# Eulasia baumanni
Eulasia baumanni es una especie de coleóptero de la familia Glaphyridae.

## Distribución geográfica
Habita en Palestina.